# حصار العراق
الحصار الدولي على العراق هو الحصار الذي نتج عن قرار الأمم المتحدة رقم 661 الذي صدر في يوم 6 آب أغسطس 1990 نتيجة إلى الغزو العراقي للكويت، ونص على إقرار عقوبات اقتصادية خانقة على العراق؛ لتجبر قيادته آنذاك على الانسحاب الفوري من الكويت.
وقد تلى هذا القرار عشر قرارات متتالية تقريباً، تحذره من عواقب بقائه بالكويت وتحديه للمجتمع الدولي، وألغى مجلس الأمن الحصار يوم 22 أيار سنة 2003، بعد الاحتلال الأمريكي للعراق وزوال حكومة صدام حسين.
وقد عانى العراقيون الأمرَّين من هذه العقوبات التي حرمتهم من الغذاء والدواء، فضلاً عن كل وسائل التقدم والتكنولوجيا التي وصل إليها العالم في حقبة التسعينات من القرن الماضي، مما أدى إلى وفاة مليون ونصف مليون طفل نتيجة الجوع ونقص الدواء الحاد وافتقارهم إلى ابسط وسائل الحياة.
قال وزير التجارة محمد مهدي صالح في كتابه (درء المجاعة عن العراق) المنشور سنة 2022 «بيَّن البحث وعبر تاريخ الأمم المتحدة ولغاية الآن أصدرَ مجلس الأمن قرارات بفرض حصار شامل لإجبارها على تنفيذ الأهداف الواردة في تلك القرارات واستثنى في تلك القرارات الغذاءَ والدواءَ والحاجاتِ الأساسيةَ الأخرى ومصادر تمويلها عدا حالة العراق الوحيدة والأولى والأخيرة لحد الآن التي شمل مجلسُ الأمنِ فيها الغذاءَ والدواءَ والحاجاتِ الأساسيةَ».
هذه العقوبات اضطرت بالكثير من العراقيين للهجرة إلى دول الجوار والمهجر بحثاً عن الأمان والحياة والتطور.
استمر هذا الحصار قرابة 13 عاماً حيث انتهى عملياً بسقوط نظام حزب البعث العربي الاشتراكي سنة 2003، وعانى فيها العراق من عزلة شديدة من معظم دول العالم سياسياً ودبلوماسياً واقتصادياً، أصبح العراق بعدها من أكثر دول المنطقة تأخراً وخاصة بعد السنوات التي تلت حرب الخليج الثانية، حيث دمرت بنيتهُ التحتية من مصانع ومصافي ومحطات توليد ومحطات المياه والمجاري، والتي عاد بها إلى حقبة «ما قبل الصناعة» كما قال جيمس بيكر وزير الخارجية الأمريكي وقتها.
يشار أنه كان للعراق منفذ وحيد طيلة أيام الحصار وهو ميناء العقبة الأردني (الذي كان أيضاً منفذه خلال فترة القادسية الثانية (حرب الخليج الأولى)، فكان العراق يصدر النفط للأردن بأسعار تفضيلية مقابل فتح حدوده لدخول البضائع المستوردة للعراق، فكان نموذجاً رائعاً للتعاون الاقتصادي بين البلدين العربيين الجارين.
تزامن هذا القرار الدولي مع قرار آخر تلاه ينص على حظر الطيران في مناطق العراق الجنوبية والشمالية ومنع الطائرات من التواصل بين بغداد ومدن العالم الخارجي، وتم كسر هذا الحظر في سنة 2002 عندما بدأت طائرات عربية وروسية بالوصول لمطار بغداد الدولي، حيث استؤنفت بعدها الرحلات الجوية من بغداد وبعض العواصم المجاورة.
عندما وافق العراق على قرار مجلس الأمن رقم 687، عملت الحكومة العراقية مع لجان التفتيش، ولكن في النهاية اعتبرت لجان التفتيش أن العراق لم يمتثل لشروط نزع السلاح. ونتيجة لذلك، واصل مجلس الأمن فرض عقوبات اقتصادية ضد العراق، واتُهِم العراق بانتهاك التزاماته فترة التسعينات، بما في ذلك اتهامه في عام 1993 بتدبير خطة لاغتيال الرئيس الأمريكي السابق جورج بوش الأب، واستقالة رئيس لجنة الأمم المتحدة الخاصة ريتشارد بتلر (يونسكوم - UNSCOM)في عام 1998 بعد أن ادعت الحكومة العراقية أن بعض المفتشين كانوا جواسيس لوكالة المخابرات المركزية الأمريكية. وفي مناسبات عديدة، قام مجلس الأمن بتمرير عدد من القرارات التي تفرض على العراق شروطاً مشددة للحد من انتشار الأسلحة وإضعافه سياسياً واقتصادياً (انظر قرارات الأمم المتحدة المتعلقة بالعراق).
كان لفرض الحصار على العراق نتائج وخيمة، إذ تسبب في تدمير اقتصاد البلد وتراجع المستوى الصحي والتعليمي وتسبب في كارثة إنسانية بسبب نقص الغذاء والدواء. وقد رفض العراق قراري مجلس الأمن رقم 706 و712 اللذين يسمحان للعراق ببيع النفط في مقابل الحصول على مساعدات إنسانية. لكن العراق وافق لاحقاً وقد تحولت في وقت لاحقاً على قرار مجلس الأمن رقم 986 الذي أقر برنامج النفط مقابل الغذاء. وعلى مر السنين، ونشرت الولايات المتحدة قوات برية على الحدود العراقية، وقامت بقصف العراق عام 1996 عندما اجتاحت القوات العراقية أربيل أثناء الحرب الأهلية الكردية بطلب من مسعود بارزاني في محاولة للضغط على الحكومة العراقية للامتثال لقرارات الأمم المتحدة.
وبعد توالي الضغط الأمريكي المتكرر على العراق، عقدت وزيرة الخارجية الأميركية مادلين أولبرايت ووزير الدفاع الاميركي وليام كوهين ومستشار الأمن القومي الأميركي ساندي بيرغر اجتماعاً في قاعة تاون الدولية لبحث الحرب المحتملة مع العراق، ويبدو أن هذه الحرب لا تحظى بدعم شعبي. في تشرين الأول أكتوبر 1998، وقع الرئيس الاميركي بيل كلينتون على قانون تحرير العراق، داعياً إلى «تغيير النظام» في العراق، ووجهت أمريكا ضربة عسكرية في عام 1998 سميت بعملية ثعلب الصحراء. وأدت هذه العملية إلى تقليص تعاون العراق مع قرار مجلس الأمن رقم 1284 عام 1999، الذي حل اللجنة الخاصة (يونسكوم UNSCOM) وشكل لجنة الأمم المتحدة للرصد والتحقق والتفتيش (أنموفيك - UNMOVIC).
قدمت إدارة جورج دبليو بوش عدداً من الإدعاءات الباطلة ضد العراق، بما في ذلك حصول العراق على اليورانيوم من النيجر وان العراق لديه أسلحة سرية في المختبرات المقطورات ومرافق معزولة في جميع أنحاء العراق، ولم تثبت أيٌّ من هذه الادعاءات، بل أثبت كذبها. ووافق صدام حسين تحت ضغط من الولايات المتحدة والأمم المتحدة على السماح للمفتشين بالعودة إلى العراق في عام 2002، ولكن بحلول ذلك الوقت كانت إدارة بوش قد بدأت بالفعل في التحضير من أجل الحرب.
في حزيران يونيو 2002، غيرت عملية المراقبة الجنوبية إلى عملية التركيز الجنوبية وقصفت مواقع في مختلف أنحاء العراق. دخل فريق وكالة المخابرات المركزية العراق لأول مرة يوم 10 تموز يوليو عام 2002. ويتكون هذا الفريق من وكالة المخابرات المركزية النخبة، قسم النشاطات الخاصة والجيش الأمريكي النخبة، قيادة العمليات الخاصة المشتركة (JSOC). معا، مستعدين في ساحة المعركة من البلاد بأسرها لقوات الولايات المتحدة عسكريا تقليديا.
وبذلت الجهود لتنظيم قوات البشمركة الكردية لتصبح الجبهة الشمالية للغزو ولهزيمة أنصار الإسلام في شمال العراق قبل الغزو ثم قوات الجيش العراقي في الشمال. أدت المعركة إلى مقتل عدد كبير من المسلحين وكشف بطلان ما كان أدعي أنه منشأة للأسلحة الكيميائية في سرغت. وفي تشرين الأول أكتوبر 2002، أقر الكونغرس الأميركي على القرار المشترك ليجيز استخدام مرت الولايات المتحدة القوات المسلحة ضد العراق، وفي تشرين الثاني نوفمبر في مجلس الأمن الدولي قرار مجلس الأمن رقم 1441 الذي يدين العراق.